# ミロスラフ・メンテル
ミロスラフ・メンテル（Miroslav Mentel、1962年12月2日-）は、チェコスロバキアの元サッカー選手、指導者。現役時代のポジションはゴールキーパー。

## 来歴
9歳からGKとしてプレー、U-21チェコ代表として数試合のプレー歴がある。
1993年秋、浦和レッドダイヤモンズに推定年俸5000万で加入し、リーグカップの名古屋グランパス戦でデビュー。この試合では好セーブを連発し、チームへ10試合振りとなる勝利をもたらした。以降正GKとして残りのリーグ戦9試合でゴールマウスを守ったが、翌1994年は外国人枠の関係と土田尚史の故障からの復帰もあり、出場試合数は1試合のみに終わった。

## 所属クラブ
- 1979年-1983年  インテル・ブラチスラヴァ
- 1983年-1985年  FKデュクラ・バンスカー・ビストリツァ
- 1985年-1990年  インテル・ブラチスラヴァ
- 1990年-1991年  フルバノボ
- 1992年-1993年  FC DAC 1904ドゥナイスカー・ストレダ
- 1993年9月-1994年9月  浦和レッドダイヤモンズ
- 1994年-1995年  ZTSドゥブニカ
- 1995年-1997年  SFCオパヴァ

## 個人成績
| 国内大会個人成績 | 国内大会個人成績 | 国内大会個人成績 | 国内大会個人成績 | 国内大会個人成績 | 国内大会個人成績 | 国内大会個人成績 | 国内大会個人成績 | 国内大会個人成績 | 国内大会個人成績 | 国内大会個人成績 | 国内大会個人成績 |
| 年度             | クラブ           | 背番号           | リーグ           | リーグ戦         | リーグ戦         | リーグ杯         | リーグ杯         | オープン杯       | オープン杯       | 期間通算         | 期間通算         |
| 年度             | クラブ           | 背番号           | リーグ           | 出場             | 得点             | 出場             | 得点             | 出場             | 得点             | 出場             | 得点             |
| 日本             | 日本             | 日本             | 日本             | リーグ戦         | リーグ戦         | リーグ杯         | リーグ杯         | 天皇杯           | 天皇杯           | 期間通算         | 期間通算         |
| ---------------- | ---------------- | ---------------- | ---------------- | ---------------- | ---------------- | ---------------- | ---------------- | ---------------- | ---------------- | ---------------- | ---------------- |
| 1993             | 浦和             | -                | J                | 9                | 0                | 2                | 0                | 2                | 0                | 13               | 0                |
| 1994             | 浦和             | -                | J                | 1                | 0                | 0                | 0                | 0                | 0                | 1                | 0                |
| 通算             | 日本             | 日本             | J                | 10               | 0                | 2                | 0                | 2                | 0                | 14               | 0                |
| 総通算           | 総通算           | 総通算           | 総通算           | 10               | 0                | 2                | 0                | 2                | 0                | 14               | 0                |

## 代表歴
- チェコスロバキアU-21代表

## 監督歴
- 2001年-2002年  SFCオパヴァ
- 2016年-2017年  FKセニツァ